# Michel Dacquin
Michel Dacquin, né le 1er août 1930 à Le Wast et mort le 29 novembre 2002 à Boulogne-sur-Mer, est un acteur français ayant joué également dans de nombreux téléfilms.

## Filmographie

### Cinéma
- 1958 : Du rififi chez les femmes d'Alex Joffé
- 1959 : Les Liaisons dangereuses de Roger Vadim : un invité des "Valmont"
- 1961 : Paris Blues de Martin Ritt : un invité à la soirée des "Devigne"
- 1962 : Le Glaive et la Balance d'André Cayatte
- 1963 : L'Honorable Stanislas, agent secret de Jean-Charles Dudrumet : l'organiste poignardé
- 1964 : Cherchez l'idole de Michel Boisrond : un contrôleur
- 1964 : Le Journal d'une femme de chambre de Luis Buñuel
- 1964 : Des pissenlits par la racine de Georges Lautner : Le pasteur dans l'ascenseur
- 1964 : Les Barbouzes de Georges Lautner : Un barbouze du train
- 1964 : Le Vampire de Düsseldorf de Robert Hossein : Beck
- 1965 : La Métamorphose des cloportes de Pierre Granier-Deferre : Un barman de la boîte de nuit
- 1966 : La Ligne de démarcation de Claude Chabrol : Un officier Allemand
- 1966 : Le Jardinier d'Argenteuil de Jean-Paul Le Chanois : Un salutiste
- 1966 : Comment voler un million de dollars de William Wyler :
- 1967 : Le Grand Bidule de Raoul André :
- 1968 : La Voie lactée de Luis Buñuel : M. Garnier (non crédité)
- 1969 : L'Armée des ombres de Jean-Pierre Melville : un condamné
- 1969 : Le Passager de la pluie de René Clément :
- 1969 : Dossier prostitution de Jean-Claude Roy :
- 1970 : Laisse aller... c'est une valse de Georges Lautner : un chasseur
- 1971 : La Maffia du plaisir de Jean-Claude Roy
- 1972 : Hellé de Roger Vadim :
- 1972 : L'Insolent de Jean-Claude Roy :

### Télévision
- 1959 : En votre âme et conscience :  L'Affaire Troppmann ou "les Ruines de Herrenfluh" de Claude Barma
- 1960 : Liberty Bar de Jean-Marie Coldefy
- 1964 : Le Théâtre de la jeunesse : David Copperfield de Marcel Cravenne
- 1966 : Rouletabille d'Yves Boisset, (épisode Le Parfum de la dame en noir) (série TV)
- 1971 : Tang d'André Michel, (épisode 3) (série TV) : un client ivre chez Bob
- 1971 : Les Enquêtes du commissaire Maigret de Marcel Cravenne, épisode : Maigret aux assises : l'huissier
- 1972 : 4500 kilos d'or pur de Philippe Ducrest : le chef de la sécurité
- 1973 : La Ligne de démarcation - épisode 2 : Mary (série télévisée) : le douanier allemand
- 1975 : Les Grands Détectives de Jean Herman, épisode : Monsieur Lecoq : le maitre d'hôtel

## Théâtre
- 1962 : Axël d'Auguste Villiers de l'Isle-Adam, mise en scène Antoine Bourseiller, Studio des Champs-Elysées
- 1966 : À Memphis il y a un homme d'une force prodigieuse de Jean Audureau, mise en scène Antoine Bourseiller, Festival du Marais